# Љубомир Перућица
Љубомир Перућица (Пожаревац, 2. јануар 1990) је српски певач поп и фолк музике. Био је учесник 8. сезоне Звезда Гранда где је заузео 7. место.

## Биографија
Љубомир Перућица је рођен у Пожаревцу, 2. јануара 1990. године.

## Синглови
- Лако ћу слагати тело (2014)
- Магнет за жене (2014) (Гранд фестивал)
- Никада од ње (2015)
- Алал вера (2016)
- Ти ме љубиш најбоље (2016)
- Пијем да заборавим (2017)
- Не дајте ме другови (2017)
- Дупле сузе (2018)
- Узалуд (2018)
- Прва градска прича (2018)
- Теби лако је (2019)
- Долази наше време (2019)
- Еротична (2022)
- Пара имамо (2023)
- Маске (2024) дует са Николином Ђекановић
- Лоша судбина (2025)

### Спотови
| Спот                | Година | Режисер               |
| ------------------- | ------ | --------------------- |
| Никада од ње        | 2015.  | Александар Јешић      |
| Алал вера           | 2016.  | Бојан Стевановић      |
| Пијем да заборавим  | 2017.  | Давид Љубеновић       |
| Не дајте ме другови | 2017.  | Драгољуб Милосављевић |
| Дупле сузе          | 2018.  | Амар Гегић            |
| Прва градска прича  | 2018.  | Амар Гегић            |
| Узалуд              | 2019.  | Уживотека             |
| Теби лако је        | 2019.  | Уживотека             |
| Долази наше време   | 2019.  | Амар Гегић            |